# Железнодорожная Казарма 260 км
Железнодоро́жная Каза́рма 260 км, 260 км — населённый пункт (тип: станция) в Калманском районе Алтайском крае России. Входит в состав Зимарёвского сельсовета.

## География
Расположен в центральной части края, в пределах Приобского плато, при остановочном пункте 260 км Западно-Сибирской железной дороги.
Улица одна — Железнодорожная.
Климат
Климат умеренный, резко континентальный. Средняя температура января составляет −17,7 °C, июля — +19,6 °C. Годовое количество атмосферных осадков — 350—400 мм.

## История
Населённый пункт возник благодаря строительству в 1910-х годах железнодорожной линии Барнаул — Семипалатинск Алтайской железной дороги.

## Население
| 1997 | 1998 | 1999 | 2000 | 2001 | 2002 | 2003 | 2004 | 2005 | 2006 | 2007 | 2008 |
| ---- | ---- | ---- | ---- | ---- | ---- | ---- | ---- | ---- | ---- | ---- | ---- |
| 35   | →35  | ↘32  | ↗36  | ↘27  | ↗34  | →34  | ↘33  | →33  | ↘30  | ↗32  | ↘29  |
| 2009 | 2010 | 2011 | 2012 | 2013 |      |      |      |      |      |      |      |
| ↘28  | ↘27  | →27  | →27  | →27  |      |      |      |      |      |      |      |

Национальный состав
Согласно результатам переписи 2002 года, в национальной структуре населения русские составляли 92 % от 27 чел.

## Инфраструктура
Путевое хозяйство Западно-Сибирской железной дороги.
Все услуги жители остановочного пункта получают в центре сельсовета — селе Зимари.

## Транспорт
260 км доступен автомобильным и железнодорожным транспортом.
В пешей доступности железнодорожный остановочный пункт Зимари и автодорога общего пользования регионального значения «Калманка — Новороманово — Лебяжье» (идентификационный номер 01 ОП Р3 01К-59).